# Куяльник (курорт)
Куяльник — бальнео- и грязевой курорт (а также одноимённый санаторий) на территории Украины.
Расположен на берегу Куяльницкого лимана в черте города Одесса, в 13 км от центра города.

## Специализация
Заболевания нервной системы (неврологические синдромы остеохондроза позвоночника, последствия перенесенных арахноидитов, состояния после перенесенных невритов черепных и периферических нервов и др.); опорно-двигательного аппарата (артрозы, артриты, ревматические полиартриты, остеохондроз, межпозвоночные грыжи и др.); сосудистая патология (тромбофлебиты, облитерирующие эндартерииты); кожные заболевания (нейродермиты, псориаз и другие); женской и мужской половой сферы (в том числе женское и мужское бесплодие, импотенция, простатиты); органов дыхания; сопровождение беременности.

## История

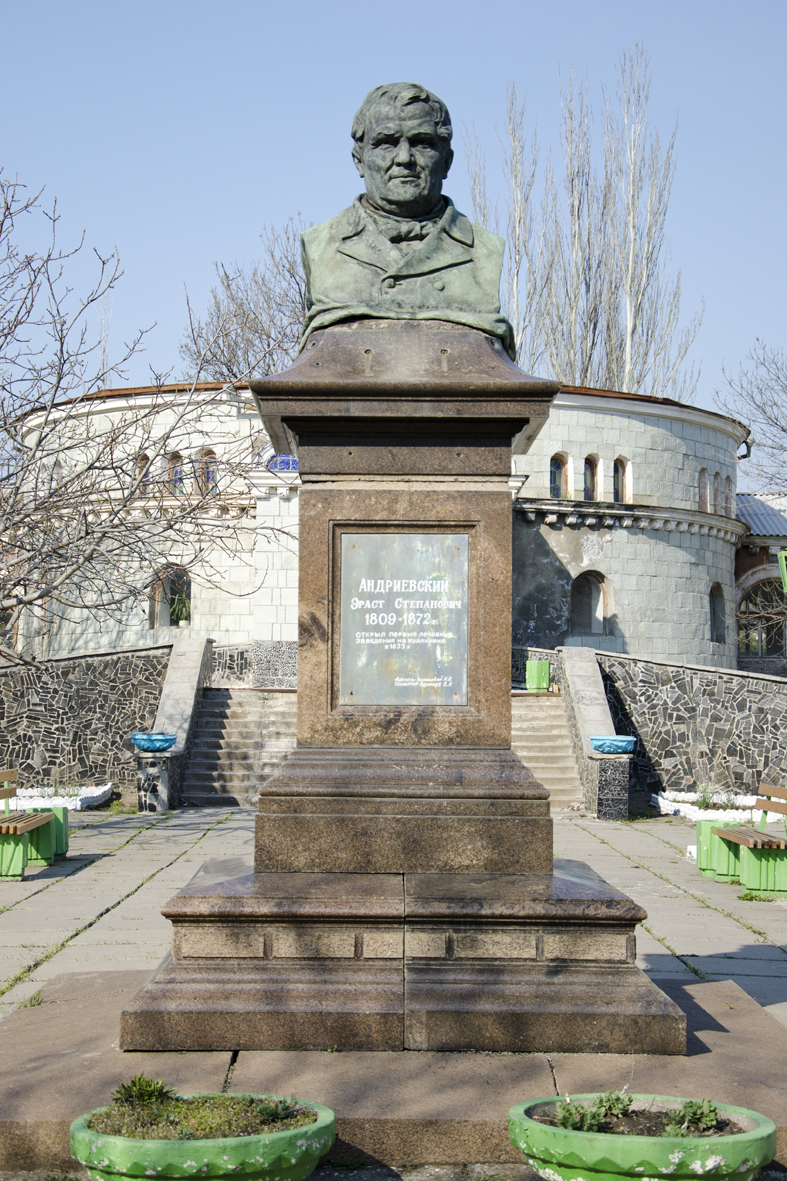
Памятник Э. Андреевского на территории санатория «Куяльник»

Первая лечебница на территории Куяльницкого лимана была построена в 1833 году, по инициативе русского военного врача Эраста Степановича Андриевского (1809—1872), состоявшего на службе при новороссийском и бессарабском генерал-губернаторе М. С. Воронцове, с целью использовать лечебные свойства местных грязей.
Грязелечение изучал Н. И. Пирогов, имя которого и получил впоследствии организованный здесь санаторий. Во времена русско-турецких войн грязевые процедуры активно применялись при излечении ранений. В 1841 году М. С. Воронцов безвозмездно предоставил на территории нынешнего курорта участки земли под частную застройку. Посещаемость курорта возросла до 1000 человек в год. С 1851 года по 1866 в связи с отъездом Андриевского вслед за Воронцовым на Кавказ, территория курорта была арендована предпринимателем Новосельским, занявшимся здесь другими делами. С 1868 года началось восстановление санатория, руководство которым принял А. Бертензон. В этот период была возведена новая лечебница, 15 кабин, 7 новых гостевых домиков. В 1873 году курорт соединили с городом железной дорогой. В 1890 года по проекту архитектора Н. К. Толвинского началось строительство новой грязелечебницы.
Во времена революции (1917) и годы Великой Отечественной войны (1941—1945) санаторий «Куяльник» разрушался, но каждый раз восстанавливался и был популярным курортом в СССР.